# Flatrock
Flatrock is een gemeente (town) in de Canadese provincie Newfoundland en Labrador. De gemeente ligt op het schiereiland Avalon aan de oostkust van het eiland Newfoundland.

## Geografie
Flatrock grenst in het zuiden aan de gemeente Torbay, in het westen en noorden aan de gemeente Pouch Cove en in het oosten aan de Atlantische Oceaan. De plaats ligt zo'n 15 km ten noorden van de provinciehoofdstad St. John's.

## Demografie
De gemeente maakt deel uit van de Metropoolregio St. John's, een van de enige delen van de provincie waar er zich de laatste jaren een demografische groei voordoet. Flatrock kent sinds de late jaren 1960 een onafgebroken bevolkingsgroei.
| Demografische ontwikkeling van Flatrock tussen 1951 en 2021                |
| -------------------------------------------------------------------------- |
|                                                                            |
| Bron: Statistics Canada (1951–1986, 1991–1996, 2001–2006, 2011–2016, 2021) |

### Taal
In 2021 hadden vrijwel alle inwoners van Flatrock het Engels als moedertaal en was iedereen er die taal machtig. Hoewel slechts vijftien mensen (0,9%) het Frans als moedertaal hadden, waren er 105 mensen die die andere Canadese landstaal konden spreken (6,1%). De meest gekende taal naast het Engels of het Frans was het Spaans, met zo'n tien mensen die die taal anno 2021 machtig waren.